# RuPaul's Drag Race (decima edizione)
La decima edizione di RuPaul's Drag Race è andata in onda negli Stati Uniti a partire dal 22 marzo 2018, su VH1. La première è stata trasmessa una settimana dopo l'episodio finale della terza edizione di RuPaul's Drag Race All Stars, e gli episodi sono stati seguiti da RuPaul's Drag Race: Untucked.
Il cast fu annunciato il 22 febbraio 2018, in un mini trailer "Ruvelatorio" durante un episodio della terza edizione di All Stars, poi seguito successivamente da uno speciale "Meet the Queens", live streaming su Facebook, presentato dalla vincitrice della nona edizione, Sasha Velour. In questa stagione c'è stato il ritorno di una concorrente della nona stagione, Eureka O'Hara, che aveva dovuto abbandonare il programma per un infortunio avuto al ginocchio.
Aquaria, vincitrice dell'edizione, ha guadagnato come premio 100000 $, una fornitura di cosmetici della Anastasia Beverly Hills cosmetics e una corona di Fierce Drag Jewels.
Monét X Change e Monique Heart prenderanno parte alla quarta edizione di RuPaul's Drag Race All Stars, Blair St. Clair, Mayhem Miller e Miz Cracker alla quinta, Eureka O'Hara prenderà parte alla sesta edizione, Monét X Change tornerà nella settima edizione,  Monique Heart prenderà successivamente parte alla prima edizione di RuPaul's Drag Race: UK Versus the World, mentre Mayhem Miller parteciperà alla seconda. Vanessa Vanjie Mateo verrà richiamata a competere nell'undicesima edizione di RuPaul's Drag Race, per poi prendere parte alla nona edizione All Stars. Eureka prenderà poi parte alla seconda edizione di Canada's Drag Race: Canada vs the World.

## Concorrenti
Le quattordici concorrenti che hanno preso parte al reality show sono state:
| Concorrente                  | Vero nome           | Età | Città                    | Posizionamento |
| ---------------------------- | ------------------- | --- | ------------------------ | -------------- |
| Aquaria                      | Giovanni Palandrani | 21  | New York – New York      | Vincitore      |
| Eureka                       | Eureka D. Huggard   | 27  | Johnson City – Tennessee | Finaliste      |
| Kameron Michaels             | Dane Young          | 31  | Nashville – Tennessee    | Finaliste      |
| Asia O'Hara                  | Antwan Lee          | 35  | Dallas – Texas           | 4º posto       |
| Miz Cracker                  | Maxwell Heller      | 33  | Harlem – New York        | 5º posto       |
| Monét X Change               | Kevin Bertin        | 27  | The Bronx – New York     | 6º posto       |
| The Vixen                    | Anthony Taylor      | 26  | Chicago – Illinois       | 7º posto       |
| Monique Heart                | Kevin Richardson    | 31  | Kansas City – Missouri   | 8º posto       |
| Blair St. Clair              | Andrew Bryson       | 22  | Indianapolis – Indiana   | 9º posto       |
| Mayhem Miller                | Dequan Johnson      | 35  | Riverside – California   | 10º posto      |
| Dusty Ray Bottoms            | Dustin Rayburn      | 29  | New York – New York      | 11º posto      |
| Yuhua Hamasaki               | Yuhua Ou            | 27  | New York – New York      | 12º posto      |
| Kalorie Karbdashian-Williams | Daniel Hernandez    | 27  | Albuquerque – New Mexico | 13º posto      |
| Vanessa Vanjie Mateo         | Jose Cancel         | 25  | Tampa – Florida          | 14º posto      |

## Tabella eliminazioni
| Ordine | Episodi | Episodi | Episodi | Episodi | Episodi | Episodi | Episodi | Episodi | Episodi | Episodi | Episodi | Episodi | Episodi          |
| Ordine | 1       | 2       | 3       | 4       | 5       | 6       | 7       | 8       | 9       | 10      | 11      | 12      | 14               |
| ------ | ------- | ------- | ------- | ------- | ------- | ------- | ------- | ------- | ------- | ------- | ------- | ------- | ---------------- |
| 1      | Mayhem  | Vixen   | Asia    | Aquaria | Eureka  | Eureka  | Aquaria | Kameron | Asia    | Cracker | Aquaria | Aquaria | Aquaria          |
| 2      | Cracker | Cracker | Blair   | Cracker | Cracker | Kameron | Eureka  | Cracker | Aquaria | Asia    | Asia    | Asia    | Eureka O'Hara    |
| 3      | Blair   | Blair   | Eureka  | Kameron | Monique | Monét   | Monét   | Monét   | Monét   | Eureka  | Eureka  | Eureka  | Kameron Michaels |
| 4      | Yuhua   | Kameron | Cracker | Mayhem  | Asia    | Aquaria | Kameron | Eureka  | Cracker | Aquaria | Kameron | Kameron | Asia O'Hara      |
| 5      | Kameron | Mayhem  | Vixen   | Eureka  | Blair   | Monique | Cracker | Aquaria | Kameron | Kameron | Cracker |         |                  |
| 6      | Aquaria | Monét   | Monique | Vixen   | Kameron | Asia    | Asia    | Asia    | Eureka  | Monét   |         |         |                  |
| 7      | Asia    | Asia    | Dusty   | Monique | Aquaria | Cracker | Vixen   | Vixen   |         |         |         |         |                  |
| 8      | Eureka  | Aquaria | Monét   | Blair   | Vixen   | Vixen   | Monique |         |         |         |         |         |                  |
| 9      | Monét   | Dusty   | Aquaria | Asia    | Monét   | Blair   |         |         |         |         |         |         |                  |
| 10     | Monique | Yuhua   | Kameron | Monét   | Mayhem  |         |         |         |         |         |         |         |                  |
| 11     | Vixen   | Monique | Mayhem  | Dusty   |         |         |         |         |         |         |         |         |                  |
| 12     | Dusty   | Eureka  | Yuhua   |         |         |         |         |         |         |         |         |         |                  |
| 13     | Kalorie | Kalorie |         |         |         |         |         |         |         |         |         |         |                  |
| 14     | Vanessa |         |         |         |         |         |         |         |         |         |         |         |                  |

     Il concorrente ha vinto la gara
     Il concorrente sono arrivati in finale ma non hanno vinto la gara
     Il concorrente è arrivato in finale, ma è stato eliminato
     Il concorrente ha vinto la puntata
     Il concorrente figura tra i primi ma non ha vinto la puntata
     Il concorrente è salvo ed accede alla puntata successiva (l'ordine di chiamata è casuale)
     Il concorrente è stato eliminato la stagione precedente, è stato riammesso nella competizione ed è salvo
     Il concorrente figura tra gli ultimi ma non è a rischio eliminazione
     Il concorrente figura tra gli ultimi 2 ed è a rischio eliminazione
     Il concorrente è stato eliminato

## Giudici
- RuPaul
- Michelle Visage
- Ross Matthews
- Carson Kressley

### Giudici Ospiti
I giudici ospiti saranno:
- Christina Aguilera[15]
- Shania Twain
- Lena Dunham
- Halsey
- Abbi Jacobson
- Ilana Glazer
- Kate Upton
- Billy Eichner
- Kumail Nanjiani
- Emily Gordon
- Padma Lakshmi

- Courtney Love
- Nico Tortorella
- Audra McDonald
- Ashanti
- Logan Browning
- Tisha Campbell-Martin
- Carrie Preston
- Andrew Rannells
- Miles Heizer
- Todrick Hall
- Lizzo

## Special Guest
In quest'edizione ci sono stati dei cameo celebrities, molti di quali concorrenti nelle passate edizioni di RuPaul's Drag Race, che però non sono stati giudici durante la puntata:
- Delta Work
- Victoria "Porkchop" Parker
- Jaymes Mansfield
- Adore Delano
- Jinkx Monsoon
- Morgan McMichaels
- Manila Luzon
- Derrick Barry
- Yara Sofia
- Ongina
- Laganja Estranja
- Detox
- Darienne Lake
- Katya Zamolodchikova
- Tempest DuJour
- Jessica Wild
- Bob the Drag Queen
- Trixie Mattel
- Raven
- Jujubee
- Kim Chi
- Mrs. Kasha Davis
- Jiggly Caliente
- Peppermint
- Chad Michaels
- Pandora Boxx
- Alyssa Edwards
- Mariah Balenciaga
- Bianca Del Rio
- Randy Rainbow
- Anthony Padilla
- Chester See
- Frankie Grande
- Kingsley
- Raymond Braun
- Tyler Oakley
- Todrick Hall
- Stephen Colbert
- Cheyenne Jackson
- Andy Cohen
- Alex Trebek
- I concorrenti della prima edizione[16]
- Valentina
- Sasha Velour

## Riassunto episodi

### Episodio 1 -10s Across the Board
Il primo episodio della decima edizione si apre con le concorrenti che entrano nel nuovo atelier. La prima ad entrare è Eureka, l'ultima è Aquaria. RuPaul fa il suo ingresso annunciando l'inizio di una nuova edizione e dando il benvenuto alle concorrenti.
- La mini sfida: Per la mini sfida, RuPaul disse che era da un decennio che questa mini sfida era in fase di creazione, ovvero che le concorrenti dovevano esibirsi davanti a tutte le vecchie concorrenti e dimostrare che le potevano tener testa e dimostrare quanto valevano. La vincitrice della mini sfida fu Monét X Change.
- La sfida principale: Per la sfida principale, dovranno rifare la prima sfida principale del primo episodio in assoluto del programma, "Drag On A Dime", dove dovranno creare degli outfit ad alta moda, ma usando prodotti scadenti e che si trovano al negozio dove si paga solamente 99 centesimi. Durante la creazione degli outfit ci furono alcuni problemi. come il fatto che Blair si stava inspirando al look di Dusty, o come il fatto che si pensava che Miz stava copiando il makeup di Aquaria, ma Miz in realtà si stava inspirando ad un makeup trovato su un libro con delle sue foto. RuPaul disse che Aquaria, Asia, Eureka, Kameron, Monét, Monique e Vixen erano salve, e lasciò le altre concorrenti sul palco per le critiche, ma prima di proseguire annunciò che voleva aggiungere una concorrente passata, ovvero Farrah Moan, ma tutto si trattò di uno scherzo, perché si scoprì essere Christina Aguilera. Kalorie Karbdashian-Williams e Vanessa Vanjie Mateo sono le peggiori mentre Mayhem Miller è la migliore della puntata.
- L'eliminazione: Kalorie Karbdashian-Williams e Vanessa Vanjie Mateo vengono chiamate ad esibirsi con la canzone Ain't No Other Man di Christina Aguilera. Kalorie Karbdashian-Williams si salva mentre Vanessa Vanjie Mateo viene eliminata dalla competizione ma Vanessa fu rientrata nuovamente per l'undicesima edizione

### Episodio 2 -PharmaRusical
I giudici ospiti della puntata sono Halsey e Padma Lakshmi. Il tema della sfilata è "Very Best Drag", dove i concorrenti dovranno mettersi un look stupendo e che rispecchi se stessi.
Il secondo episodio si apre con le concorrenti che rientrano nell'atelier dopo l'eliminazione di Vanessa, ed alcune affermano che avrebbero dovuto vincere loro, mentre alcune parlano di Aquaria e Miz Cracker apertamente e davanti a loro, ed alla fine, Aquaria e Vixen si mettono a parlare, e si arrabbiano l'una con l'altra.
- La mini sfida: Per la mini sfida, RuPaul entra nell'atelier insieme ad Andy Cohen, e sono vestiti in modo country, e questo fa intuire che la mini sfida sarà a tema country. Le concorrenti dovranno prepararsi, con vestiti country, in venti minuti, e poi dovranno ballare. Le vincitrici della mini sfida furono Asia O'Hara e The Vixen.
- La sfida principale: Per la sfida principale, le concorrenti dovranno esibirsi in un musical a tema farmaceutico, "PharmaRusical". I capitani delle squadre sono le vincitrici della mini sfida. Asia sceglie per il suo gruppo Aquaria, Monique, Dusty, Yuhua, Kalorie; invece Vixen sceglie per il suo gruppo Kameron, Miz Cracker, Monet, Blair e Mayhem. Eureka non viene scelta da nessuno, e RuPaul chiede con chi vuole stare in gruppo, ed Eureka va da Asia, e quest'ultima non ne è molto entusiasta. Per la coreografia, come istruttore c'è Alyssa Edwards, concorrente nella quinta edizione e nella seconda edizione di All Stars. Il gruppo di Vixen è molto preparato e ha un pezzo della coreografia già preparato, mentre il gruppo di Asia è in grande difficoltà. Il team di Vixen viene dichiarato salvo, e The Vixen viene dichiarata vincitrice dell'episodio, mentre il gruppo di Asia è a rischio eliminazione. Infine, Eureka O'Hara e Kalorie Karbdashian-Williams sono le peggiori.
- L'eliminazione: Eureka O'Hara e Kalorie Karbdashian-Williams vengono chiamate ad esibirsi con la canzone Best Of My Love di The Emotions. Eureka O'Hara si salva mentre Kalorie Karbdashian-Williams viene eliminata dalla competizione.

### Episodio 3 -Tap That App
Giudici ospiti della puntata sono Nico Tortorella e Courtney Love. Il tema della sfilata è "Feathers", dove dovranno presentarsi con un look con le piume.
Il terzo episodio si apre con le concorrenti che ritornano nell'atelier dopo l'eliminazione. Successivamente Aquaria e Vixen si mettono a discutere un'altra volta, ma questa volta Aquaria si lamentò di Vixen per il fatto che ha vinto anche se aveva una parrucca prestata da un'altra concorrente.
- La mini sfida: Per la mini sfida, RuPaul annuncia che deve promuovere la sua barretta al cioccolato, e chiede alle concorrenti di truccarsi e vestirsi in 20 minuti, e fare un provino come testimonial della barretta, facendo tutto quello che RuPaul chiede. Le vincitrici sono Blair St. Clair, Monique Heart e Monét X Change.
- La sfida principale: Per la sfida principale, le concorrenti dovranno promuovere tre applicazioni per appuntamenti online. Le vincitrici della mini sfida sceglieranno il loro gruppo da chi sarà composto e loro saranno i capitani del gruppo. Le applicazioni sono: "EndofDays", un'app creata durante la fine del mondo per chi vuole trovare amore; "Fibstr" è un'app per chi cerca amore ma è un bugiardo patologico; infine, c'è "Madam Buttrface", un'app per trovare qualcuno, anche se hai un corpo da favola, ma una faccia... Da strega cattiva, o il contrario. Blair sceglie per il suo gruppo Miz, Eureka e Vixen (il suo gruppo farà "EndofDays"); Monique sceglie Dusty, Kameron e Mayhem (il suo gruppo farà "Fibstr"); Monét sceglie Asia, Aquaria e le viene data Yuhua, perché era l'ultima rimasta (il suo gruppo farà "Madam Buttrface"). Durante la stesura dei copioni Kameron chiede a Monique se lei può fare la voce narrante, che però doveva fare Mayhem, quindi Monique chiede a quest'ultima se le va bene questa decisione, e lei dice di sì, però questo si trasformò in qualcosa di non buono. Poi il gruppo di Monét continuava a chiedere a Yuhua di truccarsi in un modo un po' grottesco, ma si arrabbiò dicendo che non c'era motivo che loro continuassero a urlare, mentre non stavano urlando affatto. Durante la preparazione Aquaria e Vixen si ritrovarono a discutere ancora, ma questa volta Vixen iniziò la discussione, che successivamente continuò durante l'Untucked. Prima che le critiche da parte dei giudici iniziassero, RuPaul chiese a Eureka, Asia e Blair di fare un passo avanti, ed annunciò che loro erano le migliori della puntata; poi chiese lo stesso a Kameron, Mayhem e Yuhua che loro erano a rischio eliminazione. Mentre Aquaria, Dusty, Monét, Monique, Miz e Vixen furono dichiarate salve. Infine, Mayhem Miller e Yuhua Hamasaki sono le peggiori mentre Asia O'Hara è la migliore della puntata.
- L'eliminazione: Mayhem Miller e Yuhua Hamasaki vengono chiamate ad esibirsi con la canzone Celebrity Skin dei Hole. Mayhem Miller si salva mentre Yuhua Hamasaki viene eliminata dalla competizione.

### Episodio 4 -The Last Ball on Earth
Giudici ospiti della settimana sono Logan Browning e Tisha Campbell Martin.
Il quarto episodio si apre dopo l'eliminazione di Yuhua, e le concorrenti notano che Monique è molto silenziosa, e chiedono cosa le passa per la testa, e lei parla del fatto che Eureka le ha detto che una concorrente del suo gruppo l'aveva accusata di averla sabotata, e quella persona era Mayhem. Loro due ne parlano, però non riuscirono a chiarirsi.
- La mini sfida: Per la mini sfida le concorrenti dovranno fare delle pose dietro a delle foto di celebrità, ma dovranno posare con l'arte del photobombing. La vincitrice della mini sfida fu Aquaria.
- La sfida principale: Per la sfida principale, le concorrenti parteciperanno al "Last Ball On Earth", dove si rispecchiano gli effetti del cambiamento climatico e dove finiremo tra un paio d'anni, e presenteranno 3 look differenti, ed il terzo dovrà essere fatto a mano:

- Alaskan Winter Realness: I concorrenti devono indossare un look per l'estate, come un bikini;
- Miami Summer Realness: I concorrenti devono indossare qualcosa con la pelliccia così non muoiono congelate;
- Martian Eleganza Extravaganza: I concorrenti devono realizzare un outfit per la loro nuova casa, Marte.
Mentre le concorrenti stavano creando i loro look, Asia iniziò ad aiutare quasi tutte le concorrenti con i loro look. RuPaul chiese di fare un passo avanti a Mayhem, Eureka, Vixen, Monique e Blair, ed annunciò che loro erano tutte salve. Dopo le critiche dei giudici disse che Monét X Change e Dusty Ray Bottoms sono le peggiori mentre Aquaria è la migliore della puntata.
- L'eliminazione: Monét X Change e Dusty Ray Bottoms vengono chiamate ad esibirsi con la canzone Pound The Alarm di Nicki Minaj. Dopo l'esibizione, RuPaul disse che quello era un lip-sync con i fiocchi, poi dichiarò che Monét X Change era salva dall'eliminazione mentre Dusty Ray Bottoms venne eliminata dalla competizione.

### Episodio 5 -The Bossy Rossy Show
Giudici ospiti della puntata sono Carrie Preston e Shania Twain. Il tema della sfilata è "Denim & Diamonds".
Il quinto episodio si apre con le concorrenti che ritornano nell'atelier dopo l'eliminazione di Dusty e Monét riflette sul fatto che dovrebbe iniziare ad elevare il suo livello al massimo. Poi, Asia iniziò ad arrabbiarsi con le altre dicendo che non avrebbero dovuto chiamarla per aiuto e avrebbero dovuto dirle di fare qualcosa con il suo outfit, e tutte rimasero perplesse per il fatto che, in parole di Miz Cracker, quando dai un regalo, tu lo regali senza chiedere niente in cambio.
- La mini sfida: Per la mini sfida, le concorrenti devono ricreare delle uniformi militare in modo drag, e devono creare un loro resoconto del perché dovrebbero essere arruolate nella "Drag Army" ("Squadrone delle Drag Queen"). La vincitrice della mini sfida fu The Vixen.
- La sfida principale: Per la sfida principale, RuPaul annunciò che le concorrenti saranno delle ospiti del programma di Ross Mathews, "Bossy Rossy Show", e dovranno lavorare in coppia, improvvisare e seguire una storia dietro ai loro personaggi. The Vixen sceglierà la sua compagna, poi sceglierà le altre quattro coppie. Per lei sceglie Asia, poi mette in coppia: Blair e Monique; Monét e Kameron; Mayhem e Miz; ed, infine, Eureka ed Aquaria, e ha fatto questa decisione date le sue discussioni con entrambe, sia nell'atelier sia nel backstage. Monét e Kameron appariranno in "My freaky addiction is ruining my life", Vixen ed Asia appariranno in "Why are you so obsessed with me?", Blair e Monique appariranno in "I married a cactus", Aquaria ed Eureka appariranno in "Look at me! I'm a sexy baby!", ed, infine, Miz e Mayhem appariranno in "Save me from my deadly fear of... Pickels!". Prima di andare sul palcoscenico, Eureka e Vixen iniziarano a parlare su quanto accaduto nel backstage durante lo scorso episodio, fortunatamente riescono a riappacificarsi, e Mayhem aggiunge che pensava che potessero pure picchiarsi durante la loro fervida discussione nel backstage. Prima di iniziare le critiche, RuPaul annunciò che Asia, Blair, Kameron ed Aquaria erano salve. Dopo le critiche ed i pareri dei giudici RuPaul disse che Monét X Change e Mayhem Miller sono le peggiori mentre Eureka O'Hara è la migliore della puntata.
- L'eliminazione: Monét X Change e Mayhem Miller vengono chiamate ad esibirsi con la canzone Man! I Feel like a Woman! di Shania Twain. Monét X Change si salva mentre Mayhem Miller viene eliminata dalla competizione.

### Episodio 6 -Drag Con Panel Extravaganza
Giudici ospiti della puntata sono Kumail Nanjiani ed Emily Gordon. Il tema della sfilata è "Hats Incredible", dove le concorrenti presenteranno un look con dei capelli che debbano lasciare tutti stupefatti.
Il sesto episodio si apre con le concorrenti che ritornano nell'atelier, e Monét che dovrebbe seriamente migliorare perché è già la seconda volta che è fra le peggiori. Miz Cracker intanto inizia a dire che avrebbe dovuto vincere e le dà fastidio che è costantemente salva.
- La mini sfida: Per la mini sfida di oggi, le concorrenti parteciperanno al mini gioco "Sitting On A Secret" (che si riferisce ad il singolo che le concorrenti eliminate di All Stars 3 dovevano fare per la sfida per ritornare nella competizione). Le concorrenti dovranno sedersi su degli oggetti, come pesce fresco o un pacchetto di patatine, e chi riesce ad indovinare più oggetti vince. La vincitrice della mini sfida fu Asia O'Hara.
- La sfida principale: Per la sfida principale, RuPaul annunciò che le concorrenti parteciperanno ad un'edizione speciale del "RuPaul's DragCon" e dovranno dividersi in tre gruppi da tre, scelti da loro, dove dovranno decidere l'argomento per il proprio team (decideranno fra corpo, capelli e faccia) e dovranno dare consigli sul proprio argomento, essere divertenti, saper rispondere alle domande e saper fare una dimostrazione precisa. Il tema "Corpo" viene preso dal gruppo di: Eureka, Monét e Kameron; il tema "Capelli" viene preso dal gruppo di: Blair, Miz e Vixen; il tema "Faccia" viene preso da: Asia, Monique ed Aquaria. Dopo la presentazione dei look sulla passerella, RuPaul dice che Kameron, Monét ed Eureka sono le migliori della puntata; poi dice che Miz, Blair e Vixen sono le peggiori; infine, Aquaria, Monique ed Asia sono dichiarate salve. Durante le critiche dei giudici, Blair parla di un'esperienza di violenza sessuale che ha sperimentato, e tutti le sono di supporto. Dopo le critiche dei giudici, RuPaul annunciò che The Vixen e Blair St. Clair sono le peggiori mentre Eureka O'Hara è la migliore della puntata.
- L'eliminazione: The Vixen e Blair St. Clair vengono chiamate ad esibirsi con la canzone I'm Coming Out di Diana Ross. The Vixen si salva mentre Blair St. Clair viene eliminata dalla competizione.

### Episodio 7 -Snatch Game
Giudici ospiti della puntata sono Audra McDonald e Kate Upton. Il tema della sfilata è "Mermaid Fantasy", tema dove le concorrenti dovranno presentarsi come delle sirene favolose.
Il settimo episodio si apre con le concorrenti che rientrano nell'atelier dopo l'eliminazione di Blair. Intanto Monique si lamenta che era salva ed afferma che se il suo outfit fosse stato migliore e che lei avrebbe avuto una possibilità di vincere la sfida. Le altre concorrenti erano un po' stufe di queste lamentele da parte sua, Monique dice che è tutto un problema di soldi e che lei dava sempre la colpa a ciò.
- La mini sfida: Per la mini sfida, i concorrenti devono "leggersi" a vicenda, ovvero dire qualcosa di cattivo ad un'altra persona ma facendolo in modo scherzoso. La vincitrice della mini sfida fu Eureka O'Hara.
- La sfida principale: Per la loro sfida principale i concorrenti prendono parte alla sfida più attesa in ogni edizione, lo Snatch Game. Audra McDonald e Kate Upton sono i concorrenti del gioco. I concorrenti dovranno scegliere una celebrità e impersonarla per l'intero gioco. Lo scopo del gioco è essere il più divertenti possibili. Quando RuPaul ritorna nell'atelier per vedere cosa faranno, insieme a lui c'è anche Bianca Del Rio, vincitrice della sesta edizione del programma. Durante lo Snatch Game, il conduttore televisivo, Alex Trebek, fece un'apparizione speciale che lasciò tutti a bocca aperta. Le celebrità scelte dai concorrenti sono state:

| Concorrente      | Celebrità Impersonata  |
| ---------------- | ---------------------- |
| Aquaria          | Melania Trump          |
| Asia O'Hara      | Beyoncé                |
| Eureka O'Hara    | Alana di Honey Boo Boo |
| Kameron Michaels | Chyna                  |
| Miz Cracker      | Dorothy Parker         |
| Monét X Change   | Maya Angelou           |
| Monique Heart    | Maxine Waters          |
| The Vixen        | Blue Ivy               |

Prima che le critiche dei giudici inizino, RuPaul chiede a chi chiamerà di sbattere la pinna da sirena e annuncia che Kameron e Miz sono salve. Dopo le critiche dei giudici, RuPaul fa una domanda inaspettata a tutti, chiedendo alle concorrenti chi dovrebbe esser eliminata, partendo da Eureka, che era al fondo della fila. Quando arrivò il turno di Vixen, che disse il nome di Eureka, ci su una discussione molto accesa fra le due, che poi continuò nel backstage. Il resto delle concorrenti disse il nome di Vixen, tranne Eureka che disse quello di Asia. Infine, RuPaul annunciò che The Vixen e Monique Heart erano le peggiori della puntata, mentre Aquaria era la migliore della puntata.
- L'eliminazione: The Vixen e Monique Heart vengono chiamate ad esibirsi con la canzone Cut to The Feeling di Carly Rae Jepsen. The Vixen si salva mentre Monique Heart viene eliminata dalla competizione, dato il fatto che non sapeva le parole.

### Episodio 8 -The Unauthorized Rusical
Giudici ospiti della puntata sono Billy Eichner ed Andrew Rannells. Il tema della sfilata è "Glitterific", dove le concorrenti dovranno sfoggiare sulla passerella un look molto glitterato.
L'apertura dell'ottavo episodio avviene con le concorrenti che ritornano nell'atelier dopo una eliminazione scioccante. The Vixen ed Eureka si ritrovano, per l'ennesima volta, a discutere, e Vixen è molto arrabbiata con Eureka, ma anche con le altre concorrenti.
- La mini sfida: Per la mini sfida le concorrenti dovranno dire delle frasi che fanno venir voglia a RuPaul di schiaffeggiarle, nel gioco Slap Out Of It, e la frase che lo farà più arrabbiare vincerà la mini sfida. Nel mentre della mini sfida, RuPaul dà per sbaglio uno schiaffio ad Asia, il che crea un trambusto da parte di tutti, ma Asia non ci rimane male e ci scherza pure sopra. La vincitrice della mini sfida è Asia O'Hara.
- La sfida principale: Per la sfida principale, RuPaul annuncia che le concorrenti dovranno esibirsi nel nuovo musical "Cher: The Unauthorized Rusical", dove dovranno cantare dal vivo. Questo musical involve la vita di Cher, dove viene mostrato il suo passare nel tempo e tutto ciò che ha fatto. Ad ogni concorrente viene data un'epoca diversa della vita di Cher.

| Concorrente      | Epoca di Cher     |
| ---------------- | ----------------- |
| Aquaria          | Disco Cher        |
| Asia O'Hara      | Movie Star Cher   |
| Eureka O'Hara    | Rock Star Cher    |
| Kameron Michaels | '60s Cher         |
| Miz Cracker      | Comeback Cher     |
| Monét X Change   | Variety Show Cher |
| The Vixen        | Variety Show Cher |

Durante la coreografia, molte concorrenti hanno dei problemi con essa o a coordinare canto e danza insieme, come nel caso di Eureka. Prima di esibirsi nel musical Asia chiede a Vixen se è disposta a parlare con lei, ed Asia discute del carattere di Vixen, ma riesce a dirle di passare sopra le cose e che non è un problema far uscire le emozioni, e per questo Vixen è molto grata, riuscendo a creare un legame insieme. RuPaul dopo il musical e dopo la presentazione dei look, annuncia che le peggiori della puntata sono Asia O'Hara e The Vixen, mentre Kameron Michaels è dichiarata la migliore.
- L'eliminazione: Asia O'Hara e The Vixen vengono chiamate ad esibirsi con la canzone Groove Is in the Heart dei Deee-Lite. Asia O'Hara si salva mentre The Vixen viene eliminata dalla competizione.

### Episodio 9 -Breastworld
Giudici ospiti della puntata sono Abbi Jacobson e Ilana Glazer. Il tema della sfilata è "Silver Foxy", ovvero che le concorrenti dovranno far vedere come pensano saranno fra 50 anni.
Il nono episodio si apre con le concorrenti che ritornano nell'atelier dopo l'eliminazione di The Vixen. Aquaria inizia a dire che per lei non doveva stare tra le peggiori perché lei pensava di essere la migliore. Tutte le altre cercano di farle capire qualcosa dicendo che non era corretto per le altre concorrenti, ma lei non importava dicendo che la cosa più importante era vincere.
- La mini sfida: Per la mini sfida le concorrenti giocheranno nel gioco "Pants Down Bottoms Up", che consiste nel cercare di indovinare le coppie di mutande uguali indossate da dei ragazzi, tutto ciò facendo pochi errori di memoria. La vincitrice della mini sfida è Aquaria.
- La sfida principale: Per la sfida principale, RuPaul annuncia che le concorrenti parteciperanno ad una nuova serie tv chiamata "Brestworld", parodia della nuova serie tv, "Westworld", che parla di un futuro dove le drag queen robot vivranno insieme all'umanità. Visto che Aquaria fu la vincitrice della mini sfida, lei ottiene il compito di assegnare i ruoli. Aquaria, dato il fatto che è accaduto lo scorso episodio, voleva aiutare le altre concorrenti e non voleva essere vista come la cattiva.

| Concorrente      | Personaggio Interpretato |
| ---------------- | ------------------------ |
| Aquaria          | Dyslexa                  |
| Asia O'Hara      | Para Salin               |
| Eureka O'Hara    | Rosie                    |
| Kameron Michaels | Muffy                    |
| Miz Cracker      | Julie                    |
| Monét X Change   | Viv                      |

Dopo la sfilata e le critiche dei giudici, RuPaul annunciò che Eureka O'Hara e Kameron Michaels sono le peggiori della puntata, mentre Asia O'Hara è la migliore della puntata.
- L'eliminazione: Eureka O'Hara e Kameron Michaels vengono chiamate ad esibirsi con la canzone New Attitude di Patti LaBelle. Dopo un'esibizione fantastica da parte di entrambe, Kameron Michaels venne dichiarata salva, poi RuPaul annunciò che anche Eureka O'Hara era salva, e RuPaul disse che quello era un lip-sync con i fiocchi ed è per quella ragione che ha salvato entrambe.

### Episodio 10 -Social Media Kings Into Queens
Giudici ospiti della settimana sono Miles Heizer e Lizzo.
Il decimo episodio inizia con le concorrenti sorprese e stupite dopo che RuPaul ha deciso di non eliminare nessuno. Dopo aver discusso di questa cosa, Aquaria inizia a dire che non è affatto contenta che sono ancora in sei e che per lei essere fra le ultime cinque era un sogno che aveva da molto tempo, e adesso ha paura che non potrebbe arrivare alla tanto attesa Top 5. Tutte le altre concorrenti si arrabbiano con Aquaria, soprattutto Asia e Kameron; Asia per il fatto che non è garbato ed è stata una reazione narcisista da parte di Aquaria, mentre, invece, Kameron dice che quest'ultima pensa che lei sarebbe dovuta andare a casa. Dopo una settimana, però, Aquaria si scusa con tutte e dice che non era affatto bello ciò che aveva fatto e detto.
- La mini sfida: Per la mini sfida, le concorrenti dovranno vestirsi e truccarsi in modo mascolino, inventare delle frasi per un nuovo profumo da uomo "Trade" e fare una pubblicità per vendere questo prodotto. La vincitrice della mini sfida è Eureka O'Hara.
- La sfida principale: Per la sfida principale, RuPaul annuncia che le concorrenti dovranno truccare e preparare delle star maschili dei social media per farli diventare delle bellissime donne. Eureka, visto che ha vinto la mini sfida, dovrà mettere in coppia le star con le altre concorrenti, e dice che lo fa in modo strategico e non per cattiveria, ma perché è una competizione e lì bisogna vincere. Dopo aver consultato e visto le concorrenti, insieme ai loro compagni, RuPaul disse che avrebbero dovuto fare un video, fatto da loro, interpretando con un lip-sync la canzone "Charisma, Uniqueness, Nerve and Talent".

| Concorrente      | Youtubers (Nome Reale) X | Youtubers (Nome in Drag) Y |
| ---------------- | ------------------------ | -------------------------- |
| Aquaria          | Kingsley                 | Capricia Corn              |
| Asia O'Hara      | Raymond Braun            | America O'Hara             |
| Eureka O'Hara    | Frankie Grande           | Eufreaka                   |
| Kameron Michaels | Anthony Padilla          | Kelly Michaels             |
| Miz Cracker      | Chester See              | Miz Cookie                 |
| Monét X Change   | Tyler Oakley             | Short Change               |

Rupaul prima di iniziare a sentire le critiche degli altri giudici, comunica che tutte le concorrenti stanno facendo un gran lavoro. Dopo le critiche, viene annunciato che Kameron Michaels e Monét X Change sono le peggiori della puntata, mentre Miz Cracker è la migliore della puntata.
- L'eliminazione: Kameron Michaels e Monét X Change vengono chiamate ad esibirsi con la canzone Good as Hell di Lizzo. Kameron Michaels si salva mentre Monét X Change viene eliminata dalla competizione.

### Episodio 11 -Evil Twins
Giudici ospiti della puntata sono Ashanti e Lena Dunham.
L'undicesimo episodio della stagione si apre con le concorrenti che rientrano nell'atelier e Kameron dice che non è molto bello e non le piace che ha dovuto eliminare Monét e che non era contenta del fatto che era fra le peggiori per la seconda volta di fila. Poi le concorrenti si congratulano con Miz per la sua vittoria e sono tutte euforiche per il fatto che sono arrivate fino alla top 5.
- La mini sfida: Quando RuPaul entra nell'atelier per salutare le concorrenti e per annunciare quale sarà la mini sfida, si vede che è accompagnato con il noto attore e cantante statunitense, Cheyenne Jackson. Per la mini sfida, le concorrenti dovranno abbellire dei pancake (in modo dolce o salato) e poi Cheyenne dovrà assaggiarli e dovrà annunciare quale gli è più piaciuto e da lì sarà dichiarato la vincitrice della mini sfida. La vincitrice della mini sfida è Asia O'Hara.
- La sfida principale: Per la sfida principale, le concorrenti dovranno presentare due personaggi diversi sulla passerella, ovvero dovranno presentare se stesse rappresentando le loro qualità migliori, e poi un altro personaggio, ovvero una gemella cattiva, che rappresenti i loro difetti. Per aiutarsi a capire come dovrebbero presentarsi sulla passerella, alcune chiedono ad altre quali sono le loro qualità e i loro difetti.

| Concorrente      | Gemella Malvagia |
| ---------------- | ---------------- |
| Aquaria          | Sabatina         |
| Asia O'Hara      | North Korea      |
| Eureka O'Hara    | Euphilthior      |
| Kameron Michaels | Katrina Michaels |
| Miz Cracker      | Miz Crumbs       |

Dopo le critiche dei giudici, RuPaul chiede alle rimanenti concorrenti chi dovrebbe andarsene, alcune dicono Miz, altre Kameron e Kameron dice Aquaria. Infine, RuPaul annuncia che Kameron Michaels e Miz Cracker sono le peggiori della puntata, mentre Aquaria è la migliore della puntata.
- L'eliminazione: Kameron Michaels e Miz Cracker vengono chiamate ad esibirsi con la canzone Nasty Girl di Vanity 6. Kameron Michaels si salva mentre Miz Cracker viene eliminata dalla competizione.

### Episodio 12 -American
Michelle Visage entra nel backstage e annuncia ai quattro finalisti che per questa ultima puntata ogni concorrente dovrà scrivere e registrare un pezzo che farà parte del remix del singolo di RuPaul, intitolato American. Dovranno poi esibirsi con la canzone in uno studio antecedente al palcoscenico, eseguendo una coregrafia e dovranno anche prendere parte ad un podcast con RuPaul e Michelle Visage.
Una volta scritto il pezzo, ogni concorrente va nella sala registrazione, dove Todrick Hall dà loro consigli e aiuto per la registrazione del pezzo. Per la realizzazione del balletto per lo studio i concorrenti incontrano nuovamente Todrick che insegna loro la coreografia. Nel frattempo uno ad uno i concorrenti prendono parte al podcast, dove RuPaul e Michelle Visage fanno domande sulla loro esperienza in questa edizione di America's Next Drag Queen.
In questa puntata i giudici sono RuPaul, Michelle Visage, Ross Mathews e Carson Kressley. I concorrenti si esibiscono con il remix di American e successivamente sfilano con uno dei loro migliori outfit. Tutti i concorrenti vengono giudicato positivamente sia per l'outfit sia per la performance. RuPaul chiede ad ogni concorrente il motivo per cui debba essere scelto proprio lui come vincitore e non gli altri. Per decidere chi eliminare i concorrenti si devono esibirsi in playback sulle note di Call Me Mother di RuPaul. Dopo l'esibizione RuPaul decide di non eliminare nessuno e che tutti e quattro i concorrenti prenderanno parte al Gran Finale.

### Episodio 13 -Queen Reunited
In questo episodio tutti i concorrenti si riuniscono insieme a RuPaul per parlare della loro esperienza nello show: discutendo di quali sono stati i loro momenti migliori, delle sfide più difficili e delle scelte di stile effettuate delle concorrenti durante lo show.

### Episodio 14 -Grand Finale
Nell'episodio finale della stagione, per la seconda volta nella storia del programma, i quattro finalisti dovranno esibirsi in playback chiamati "Lipsync For The Crown" in cui due concorrenti dovranno scontrarsi in un playback ed, alla fine, i concorrenti che hanno superato i playback iniziali dovranno esibirsi in un playback finale e da lì sarà proclamato il vincitore della stagione. Queste esibizioni saranno decise da una ruota della fortuna, ed un concorrente dovrà decidere con chi competere, e quelli non scelti dovranno esibirsi fra di loro nel secondo playback.
Ma prima, RuPaul, come ha fatto per tutte le stagioni precedenti, fa delle domande ai finalisti e di come il programma ha cambiato gli ha cambiato la vita, poi ci furono delle sorprese per tutte e quattro le finaliste. Durante le domande tra una finalista ed un'altra, vennero mostrati dei video messaggi da delle persone famose in onore dei dieci anni del programma tra cui Oprah Winfrey e Judi Dench.
Dopo le interviste, la ruota dei playback scelse il nome di Kameron, che scelse di andare contro Asia, e, quindi, Aquaria ed Eureka dovettero andare insieme nel secondo playback. Asia O'Hara e Kameron Michaels si dovettero esibire in playback con la canzone Nasty di Janet Jackson, usata già in passato nella prima edizione di All Stars. Durante l'esibizione Asia si tolse alcuni pezzi del suo outfit facendo, in teoria, volare delle farfalle in giro per lo studio, in realtà l'esibizione risultò fallimentare dato che le farfalle rimasero ferme al suolo a causa delle forti luci dello studio, mandando in confusione il pubblico. Infine, Kameron riuscì a passare alla sessione finale, ed Asia O'Hara fu eliminata. Aquaria ed Eureka si dovettero esibire in playback con la canzone If di Janet Jackson. Infine, sia Aquaria che Eureka riuscrono a passare alla sessione finale, e nessuna fu eliminata.
Prima del lip-synch finale, venne annunciata Miss Congeniality, ma per la prima volta sono state le concorrenti a decidere la fortunata, invece del pubblico. Ad annunciare la vincitrice fu Valentina, Miss Congeniality della nona edizione in diretta da Berlino, mentre a consegnare il premio fu Nina Flowers Miss Congeniality della prima edizione direttamente nello studio. A vincere il titolo di Miss Congeniality fu Monét X Change.
Nel lip-synch finale, si scontrarono Aquaria, Eureka e Kameron Michaels nella canzone Bang Bang di Jessie J, Ariana Grande e Nicki Minaj. Qui fu annunciato il vincitore della decima stagione, che fu Aquaria.